# With Love Baby
A With Love Baby (magyarul: Szeretettel bébi) egy a cappella dal, mely Belgiumot képviselte a 2011-es Eurovíziós Dalfesztiválon. A dalt a belga Witloof Bay együttes adta elő angol nyelven.
A dal a 2011. február 12-én rendezett belga nemzeti döntőn nyerte el az indulás jogát. A döntőben a négytagú zsűritől és a nézőktől egyaránt maximális pontot begyűjtve végzett az első helyen a tizennégy fős mezőnyben. A zsűritagok között volt az 1986-os verseny győztese, Sandra Kim, illetve a következő évi dalfesztivál műsorvezetője, Viktor Lazlo.
Az Eurovíziós Dalfesztiválon a dalt először a május 12-én rendezett második elődöntőben adták elő, a fellépési sorrendben negyedikként, a holland 3JS együttes Never Alone című dala után, és a szlovák TWiiNS együttes I’m Still Alive című dala előtt. Az elődöntőben 53 ponttal a tizenegyedik helyen végzett, egyetlen ponttal lemaradva a május 14-i döntőbe való továbbjutásról.

## Slágerlistás helyezések
| Slágerlisták (2011) | Lh.* |
| ------------------- | ---- |
| Belgium (Flandria)  | 42   |
| Belgium (Vallónia)  | 50   |

*Lh. = Legjobb helyezés.